# Donetsk oblast
Donetsk oblast (ukrainsk: Донецька область, tr. Donetska oblast) er en af Ukraines 24 oblaster i det østlige Ukraine. Det administrative center er Donetsk. Oblasten udgør størstedelen af Donbas-området. Donetsk oblasts areal er 26.500 km² og ved årsskiftet 2014/2015 blev befolkningstallet anslået til 4.282.071.
Donetsk var den folkerigeste oblast i Ukraine, med 4,3 millioner(2013) indbyggere. I området er ligger en række store industribyer, der er hjemsted for sværindustri, stålværker og kulminer.
Området har traditionelt været orienteret mod Rusland. Myndighederne i Donetsk truede med at udskrive folkeafstemning om løsrivelse fra Ukarine, såfremt Viktor Jusjtsjenko vandt præsidentvalget i Ukraine i 2004. Denne folkeafstemming blev ikke til noget, men 10 år senere under urolighederne i Ukraine i 2014 og 2015, erklærede separatister i april 2014 Donetsk uafhængig af Ukraine og udråbte Folkerepublikken Donetsk. Oblasten har siden været præget af uro og regulære kamphandlinger.

## Vigtige byer i Donetsk oblast
- Donetsk (formel hovedstad, dog under kontrol af Folkerepublikken Donetsk)
- Horlivka
- Jenakijeve
- Kramatorsk (administrativ hovedstad for den Ukraine-kontrollerede del af oblastet)
- Makijivka
- Mariupol
- Slavjansk